# Resolution 194 der UN-Generalversammlung
Die Resolution 194 der UN-Generalversammlung wurde am 11. Dezember 1948, kurz vor dem Ende des Palästinakrieges, verabschiedet. Sie würdigt die Leistungen des UN-Gesandten Folke Bernadotte, der am 17. September 1948 bei einem von Mitgliedern der Lechi verübten Attentat getötet worden war. Darüber hinaus wurde mit der Resolution 194 eine UN-Vermittlungskommission geschaffen, die zur Beendigung des arabisch-israelischen Krieges von 1948 beitragen sollte.

## Wortlaut
Die Resolution 194 besteht aus insgesamt 15 Artikeln. Die deutsche Übersetzung lautet:
Die Generalversammlung, nach weiterer Erörterung der Lage in Palästina
1. drückt ihre höchste Anerkennung aus für den durch die Schlichtungsbemühungen des dahingeschiedenen UN-Vermittlers erzielten Fortschritt bei der Förderung einer friedlichen Regelung der künftigen Situation Palästinas, für die er sein Leben geopfert hat; dankt dem amtierenden Vermittler und seinem Stab für ihre fortgesetzten Anstrengungen und Pflichterfüllung in Palästina;
2. setzt eine aus drei Mitgliedsstaaten der Vereinten Nationen bestehende Schlichtungskommission (Frankreich, Türkei und USA) ein mit folgenden Aufgaben:
(a) die dem UN-Vermittler durch Resolution 186 (S-2) der Generalversammlung vom 14. Mai 1948 übergebenen Aufgaben zu übernehmen, sofern es ihr unter vorliegenden Umständen notwendig erscheint;
(b) die ihr durch die vorliegende Resolution gegebenen speziellen Aufgaben und Anweisungen sowie zusätzliche Aufgaben und Anweisungen, die ihr weiter von der Generalversammlung oder vom Sicherheitsrat gegeben werden, durchzuführen;
(c) auf Ersuchen des Sicherheitsrates alle Aufgaben zu übernehmen für die zur Zeit aufgrund von Sicherheitsratsresolutionen der UN-Vermittler für Palästina oder die UN-Waffenstillstands-kommission zuständig sind; nach einem solchen vom Sicherheitsrat an die Schlichtungskommission gerichteten Ersuchen bezüglich aller aufgrund von Sicherheitsratsresolutionen noch verbleibenden Aufgaben des UN-Vermittlers für Palästina soll das Amt des Vermittlers beendet sein;
3. beschließt, dass ein aus China, Frankreich, der Sowjetunion, Großbritannien und den USA bestehender Ausschuss der Versammlung vor dem Ende des ersten Teiles der gegenwärtigen Tagung der Generalversammlung einen Vorschlag zur Benennung der drei Staaten, die die Schlichtungskommission bilden sollen, zur Annahme durch die Versammlung vorlegen soll (Frankreich, die Türkei und die USA wurden bestimmt);
4. ersucht die Kommission, ihre Funktionen sogleich zu übernehmen, um zu einem möglichst frühen Zeitpunkt die Verbindung zwischen den Parteien selbst und zwischen diesen und der Kommission herstellen zu können;
5. fordert alle beteiligten Regierungen und Obrigkeiten auf den Rahmen der Verhandlungen, die in der Sicherheitsratsresolution vom 16. November 1948 vorgesehen sind, zu erweitern und in Unterhandlungen, die entweder mit der Schlichtungskommission oder unmittelbar geführt werden, Verständigung anzustreben mit dem Ziel, alle zwischen ihnen noch offenen Probleme schließlich beizulegen;
6. beauftragt die Schlichtungskommission, Schritte zu unternehmen, um die betroffenen Regierungen und Behörden in der endgültigen Klärung aller zwischen ihnen schwebenden Fragen zu unterstützen;
7. beschließt, dass die heiligen Stätten, einschließlich Nazareth, sowie Gotteshäuser und religiöse Stätten in Palästina geschützt und der freie Zugang zu ihnen gesichert sein sollen in Übereinstimmung mit bestehenden Rechten und der überlieferten Praxis; dass die zu diesem Zweck getroffenen Abmachungen unter wirksamer Kontrolle der Vereinten Nationen stehen sollen; dass die UN-Schlichtungskommission, wenn sie der vierten regelmäßigen Tagung der Generalversammlung ihre detaillierten Vorschläge für ein ständiges internationales Regime für das Gebiet von Jerusalem unterbreitet, Empfehlungen hinsichtlich der heiligen Stätten in diesem Gebiet hinzufügen soll; dass bezüglich der heiligen Stätten im übrigen Palästina die Kommission die politischen Autoritäten des betreffenden Gebietes auffordern soll, entsprechende formelle Garantien für den Schutz der heiligen Stätten und des freien Zugangs zu ihnen abzugeben und dass diese Garantien von der Generalversammlung zur Bestätigung vorgelegt werden sollen;
8. beschließt, dass wegen seiner Bedeutung für drei Weltreligionen dem Bereich von Jerusalem, zu dem der gegenwärtige Stadtbezirk und die umgebenden Land- und Stadtgemeinden gehören, deren östlichste Abu Dis, südlichste Bethlehem, westlichste Ain Karim (einschließlich des bebauten Gebietes von Motsa) und nördlichste Shu'fat ist, eine besondere und vom übrigen Palästina getrennte Behandlung eingeräumt werden und er unter wirksame UN-Kontrolle gestellt werden soll; ersucht den Sicherheitsrat, weitere Schritte zur Entmilitarisierung von Jerusalem zum frühestmöglichen Zeitpunkt zu unternehmen; beauftragt die Schlichtungskommission, auf der vierten regelmäßigen Tagung der Generalversammlung detaillierte Vorschläge für ein ständiges, internationales Regime für den Distrikt von Jerusalem vorzulegen, das für verschiedene Gruppen eine unter dem internationalen Sonderstatus des Distrikts von Jerusalem größtmögliche lokale Autonomie gewähren soll. Die Schlichtungskommission ist ermächtigt, einen UN-Vertreter zu ernennen, der mit den örtlichen Behörden in Bezug auf die Übergangsverwaltung des Bereichs von Jerusalem zusammenarbeiten soll;
9. beschließt, dass allen Einwohnern Palästinas bis zu einem Übereinkommen zwischen den betreffenden Regierungen und Behörden betreffs detaillierterer Anordnungen der freiestmögliche Zugang nach Jerusalem per Straße, Eisenbahn oder Flugzeug ermöglicht werden soll;
10. beauftragt die Schlichtungskommission, dem Sicherheitsrat über jeden Versuch irgendeiner Partei, diesen Zugang zu verhindern, unverzüglich Bericht zu erstatten, damit dieses Organ angemessene Schritte tun kann; beauftragt die Schlichtungskommission, Übereinkünfte zwischen den betreffenden Regierungen und Behörden herbeizuführen, die geeignet sind, die wirtschaftliche Entwicklung des Gebietes zu fördern, einschließlich von Übereinkünften über den Zugang zu Häfen und Flughäfen und über die Benutzung von Verkehrs- und Kommunikationsanlagen;
11. beschließt, dass denjenigen Flüchtlingen, die zu ihren Wohnstätten zurückkehren und in Frieden mit ihren Nachbarn leben wollen, dies zum frühestmöglichen Zeitpunkt gestattet werden soll und dass für das Eigentum derjenigen, die sich entscheiden, nicht zurückzukehren, sowie für den Verlust oder die Beschädigung von Eigentum, auf der Grundlage internationalen Rechts oder nach Billigkeit von den verantwortlichen Regierungen und Behörden Entschädigung gezahlt werden soll; beauftragt die Schlichtungskommission, die Repatriierung, Umsiedlung/Wiederansiedlung (resettlement) und ökonomische sowie soziale Rehabilitation der Flüchtlinge und die Zahlung von Entschädigung zu ermöglichen (…)
12. beauftragt die Schlichtungskommission, solche ihrer Aufsicht unterstehenden Hilfsgremien und technische Experten einzusetzen, wie sie zur wirksamen Erfüllung ihrer Aufgabe und Verantwortung aus der vorliegenden Resolution für notwendig hält. Die Schlichtungskommission wird ihren Sitz in Jerusalem haben. Die für die Aufrechterhaltung der Ordnung in Jerusalem zuständigen Behörden sind dafür verantwortlich, alle notwendigen Maßnahmen zur Gewährleistung der Sicherheit der Kommission zu ergreifen. Der Generalsekretär sorgt für eine begrenzte Anzahl Wachpersonal zum Schutz der Angehörigen und der Niederlassung der Kommission;
13. beauftragt die Schlichtungskommission, dem Generalsekretär zur Weiterleitung an den Sicherheitsrat und die Mitglieder der Vereinten Nationen über die Fortschritte periodisch Bericht zu erstatten;
14. fordert alle betroffenen Regierungen und Behörden auf, mit der Schlichtungskommission zusammenzuarbeiten und alle nur möglichen Schritte zu unternehmen, um bei der Verwirklichung der vorliegenden Resolution mitzuhelfen;
15. ersucht den Generalsekretär, für die notwendigen Mitarbeiter und Einrichtungen zu sorgen und geeignete Anordnungen zur Beschaffung der bei der Ausführung der Bestimmungen der vorliegenden Resolution erforderlichen Geldmittel zu treten.

## Rechtlicher Status
Die Resolution wurde von 35 Staaten, darunter allen heutigen EU-Mitgliedsstaaten – außer Polen – in der damaligen Generalversammlung befürwortet, 15 stimmten dagegen und 8 enthielten sich der Stimme. Resolutionen der UN-Generalversammlung sind, anders als Resolutionen des UN-Sicherheitsrats, als solche jedoch rechtlich nicht bindend.

## Interpretation
Viele Bestimmungen der Resolution 194 sind bis heute nicht erfüllt worden. Die Zustimmung zur Resolution 194 durch Israel war eine Bedingung für die Aufnahme Israels in die Vereinten Nationen (siehe Resolution 273 der UN-Generalversammlung). Es war daher wenig überraschend, dass die Resolution 194 sehr schnell von der israelischen Regierung akzeptiert wurde. Die genaue Bedeutung und zeitliche Umsetzung der Resolution wurde von Anfang an heftig diskutiert. Ägypten, Irak, Libanon, Saudi-Arabien, Syrien und Jemen stimmten im Gegensatz dazu gegen die Resolution.
- Artikel 11 der Resolution 194 wurde seit Ende der 1960er Jahre zunehmend von denen zitiert, die den Artikel als Basis der politischen Forderung nach einer Rückkehr palästinensischer Flüchtlinge sehen. Israel hat sich stets gegen diese Auslegung gewandt und darauf hingewiesen, dass der Text lediglich feststellt, den Flüchtlingen „sollte erlaubt werden“, zum „frühest möglichen Termin“ in ihre Heimat zurückzukehren, und dass diese Empfehlung sich nur auf jene bezieht, die „es wünschen, (...) im Frieden mit ihren Nachbarn zusammen zu leben“.[3] Speziell der frühere Ministerpräsident Israels, David Ben-Gurion, bestand in einem Gespräch mit den Mitgliedern der Versöhnungskommission darauf, dass, solange Israel nicht auf den Willen der arabischen Staaten setzen könne, „in Frieden mit ihren Nachbarn“ zu bleiben, die Wiederansiedlung der Flüchtlinge für sein Land keine Verpflichtung sei. Ben-Gurion begründet dies mit der Weigerung der arabischen Staaten, Israel anzuerkennen.[4]

- Auch die Frage nach einem Rückkehrrecht für die aus arabischen Staaten geflüchteten Juden – meist zwischen 750.000 und 850.000 angegeben –, für die ebenfalls die Resolution 194 angewendet werden könnte, ist ungelöst. Diese Flüchtlinge könnten gleichfalls das Recht zur Rückkehr zu ihren zurückgelassenen Besitztümern in arabischen Staaten bzw. eine Entschädigung fordern.